# 흰끝술꼬리쥐
흰끝술꼬리쥐(Eliurus penicillatus)는 붉은숲쥐과에 속하는 설치류의 일종이다. 마다가스카르 섬의 토착종이다. 1895년 또는 1896년 암피탐베 숲 한 번, 그리고 2000년에 두 번째로 수집된 두 점의 표본만이 알려져 있다. 국제 자연 보전 연맹(IUCN)이 서식지 감소 때문에 "멸종위기종"으로 분류하고 있다.

## 분류
모식 표본은 1895년 또는 1896년에 수집되었고, 영국 동물학자 토마스(Oldfield Thomas)가 기재했다. 메이저술꼬리쥐(Eliurus majori) 표본으로 간주되었지만, 현재의 새로운 정보는 원래의 동정을 확인했다. 술꼬리의 흰색 꼬리 끝이 메이저술꼬리쥐와 다르다.

## 서식지 및 분포
두 점의 표본만이 알려져 있기 때문에 흰끝술꼬리쥐에 대한 정보는 거의 알려져 있지 않다. 피아나란초아 주의 암보시트라 구 근처 암피탐베 숲에서 1895년 또는 1896년에 처음 수집되었고, 두번째 표본은 2000년에 판드리아나-마롤람보 회랑 지역의 판드리아나 북동쪽 35km 지점에서 수집되었다. 두 표본 모두 해발 900~1670m의 산지 습윤 숲에서 수집되었다. 알려진 분포 지역 북쪽과 남쪽 지역 조사에서는 발견되지 않았다.

## 보전 상태
보호 지역에서 발견된 기록은 없다. 경작지로 인한 습윤 숲 서식지의 파편화로 위협을 받고 있다고 간주되며, 붉은숲쥐과의 모든 종이 도입종 설치류에 의해 옮겨지는 전염병에 시달릴 가능성이 있다. 서식지 면적이 3,956km2 이하로 추정되기 때문에 국제 자연 보전 연맹(IUCN)이 보존 등급을 "멸종위기종"으로 분류하고 있다.